# 샌드위치 맨 (1983년 영화)
《샌드위치 맨》(중국어: 兒子的大玩偶, The Sandwich Man)은 타이완에서 제작된 허우 샤오시엔 감독의 1983년 영화이다. 왕정 등이 제작에 참여하였다.
미국의 도움을 받아 국가의 경제 발전을 하고 있던 시기에 냉전 시기의 타이완을 사실적으로 그리고 있다. 타이완의 뉴시네마의 특징으로 간주된다.